# Vivípars d'aquari

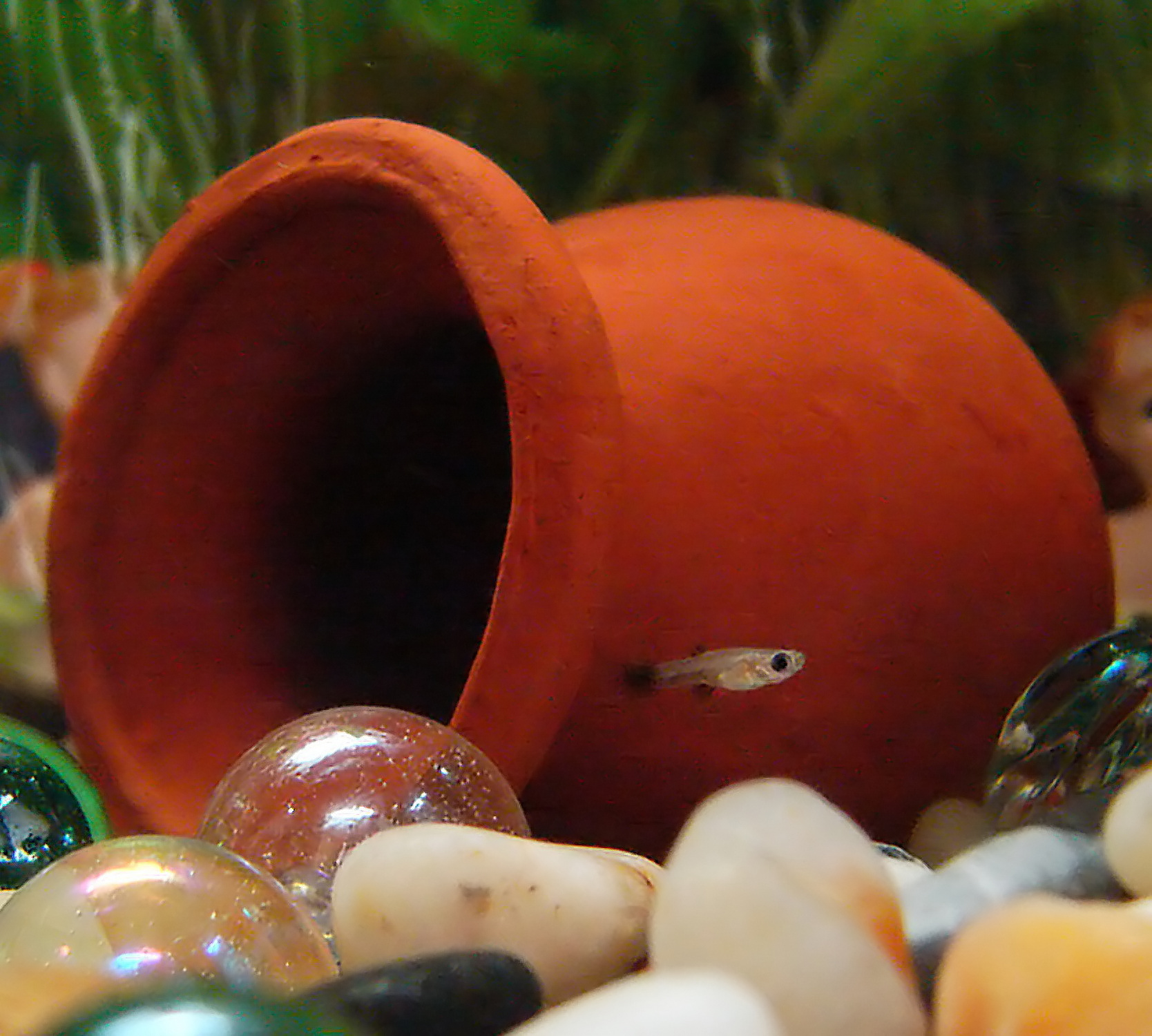
Guppy alevin d'1 setmana

Els peixos  vivípars d'aquari, sovint anomenats simplement ovovivípars, són peixos que mantenen els ous dins del cos i donen a llum a cries vives i un cop nascuts, neden lliurement i independents, no necessiten atencions dels seus pares (el mascle que va apariar a la femella i la mateixa que va parir la seva cria). Els peixos s'inclouen a la llista: guppy, xíphos, molly, platy i limies.

## Peixos comuns en aquari que són ovovivípars
Les espècies de peixos ovovivípars que són de major interès per als aficionats són gairebé sempre membres de la família Poeciliidae, que són els guppies, Mollys, platys, xíphos i Limies.
Aquests tipus de peixos, sovint anomenat simplement vivípars, són peixos que mantenen els ous dins del cos i donen a llum, i els joves poden nedar lliurement. Perquè els peixos nounats són grans en comparació amb els alevins de peixos ovípars, que són més fàcils d'alimentar als alevins de la posta d'ous d'espècies com caràcies i cíclids. Això fa que siguin molt més fàcils de criar, i per aquesta raó, els especialistes d'aquaris sovint els recomanen per a principiants la cria de peixos. A més, és molt més gran fa molt menys vulnerables a la depredació, i amb cobertura suficient, de vegades es pot madurar en un tanc comunitari.

## Comparació de Peixos ovovivípars i vivípars
La majoria dels Poeciliidae són ovovivípars, és a dir, mentre que els ous es mantenen a l'interior del cos de la femella per a la protecció, els ous són essencialment independents de la mare i ella no els proporcionen cap nutrient. En canvi, altres peixos, com els goodeidae són vivípars, amb els ous que reben aliments de la font de la sang materna a través d'estructures anàlogues a la placenta dels mamífers placentaris.

## Peixos aberrants i incubadores bucals
Els cavallets de mar i els peixos pipa es pot definir com vivípars, encara que en aquests casos els mascles incuben els ous en comptes de les femelles. En molts casos, els ous depenen del mascle per l'oxigen i la nutrició, de manera que aquests peixos es pot definir com vivípars.
Molts cíclids són  incubadores bucals , amb la femella (o, més rarament en els mascles) per incubar els ous a la cavitat bucal. En comparació amb altres cíclids, aquestes espècies produeixen menys ous però més grans, i quan surten, les cries es desenvolupen millor i tenen una supervivència més gran. Com que els ous estan protegits contra els depredadors, però no absorbeixen els nutrients dels pares, aquesta condició és anàloga, tot i que són idèntics amb altres ovovivípars.

## Galeria de peixos que poden parir

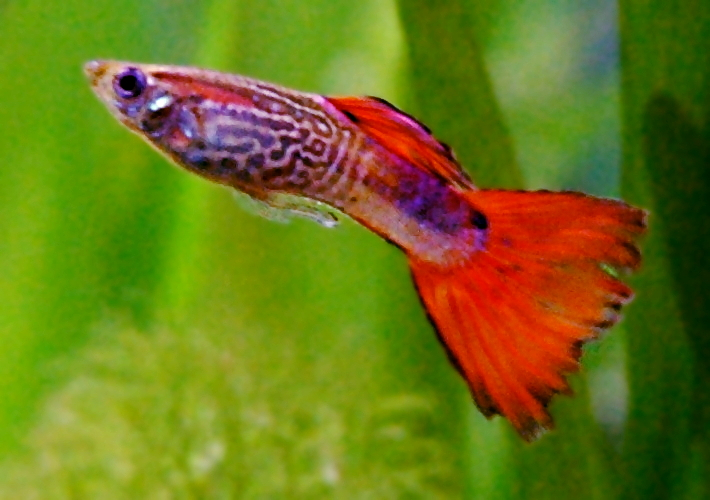
Guppy mascle
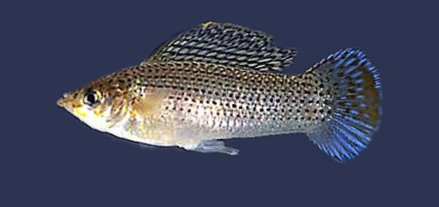
Molly latipina
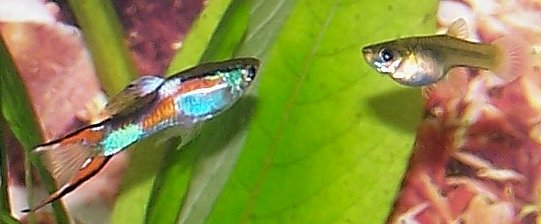
Guppy Endler
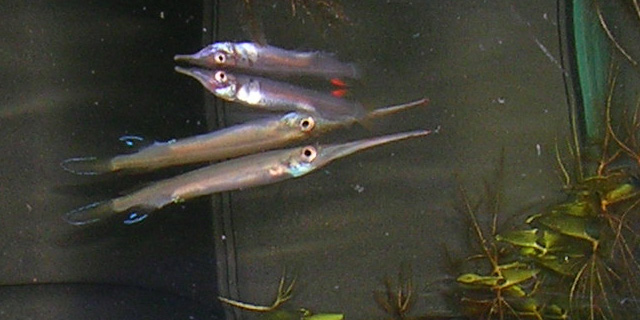
Hemirhamphodon pogonognathus
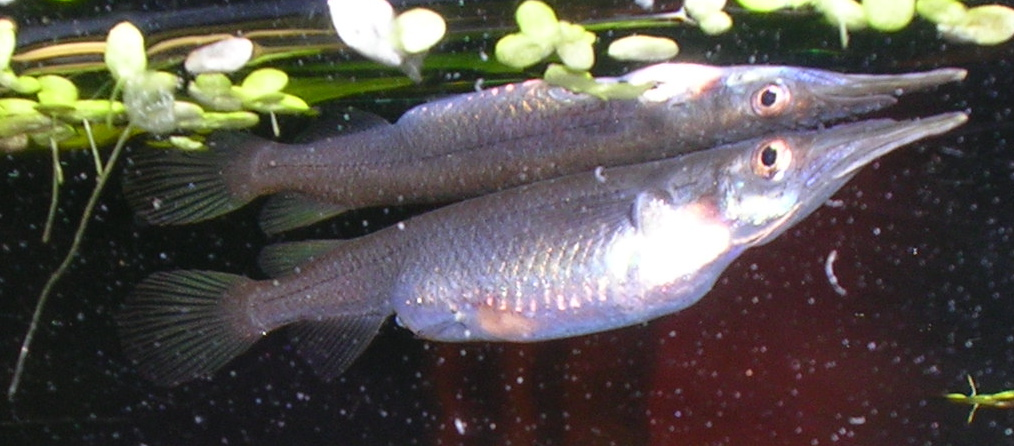
Halfbeak
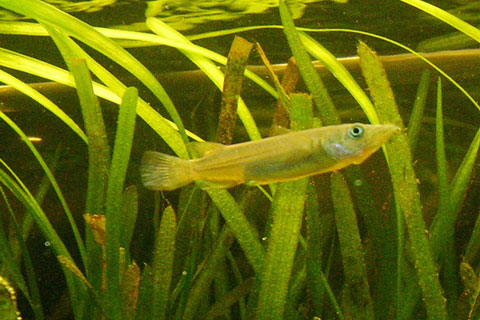
Halfbeak d'aigua dolça
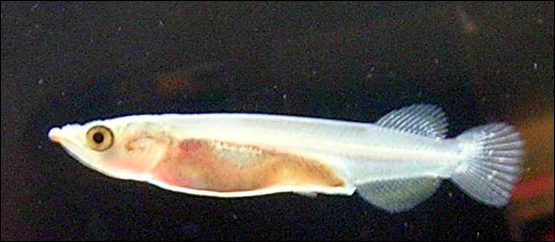
Cria de Halfbeak
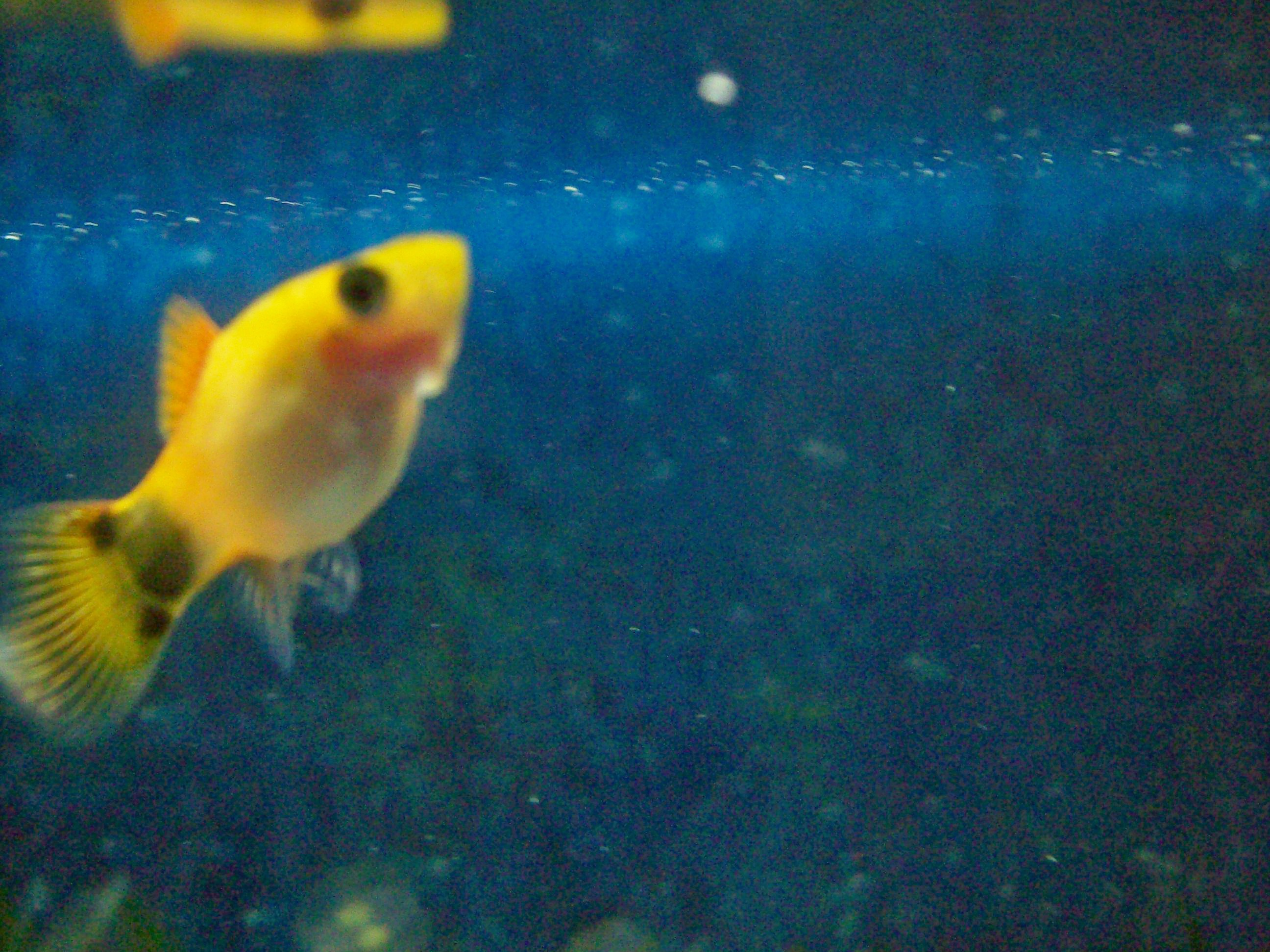
Platy femella